# Attentat du 15 août 2018 à Kaboul
Lattentat du 15 août 2018 à Kaboul est un attentat-suicide perpétré par un kamikaze dans un quartier chiite de l’ouest de Kaboul.

## Déroulement
Le 15 août 2018, un kamikaze déclenche sa charge explosive dans un centre éducatif, dans un quartier chiite de l’ouest de Kaboul. L'attentat-suicide est survenu dans une école d'un quartier chiite à l'ouest de la capitale afghane. Vers 16H00, un assaillant kamikaze muni d'explosifs se fait sauter dans le centre d'éducation Mawoud.

## Bilan humain
Selon le ministère de la Santé (en), au moins 48 personnes ont été tuées, tandis que 67 ont été blessées,.

## Responsabilité
L'attentat est revendiqué par l'État islamique dans les termes suivants : « Avec la grâce d'Allah et à sa faveur, Abdul Raouf al-Khorasani — qu'Allah l'accepte — a pu atteindre hier l'un des établissements des râfidhites polythéistes dans le district 18 de la ville de Kaboul, où il a fait exploser son gilet explosif parmi eux, tuant ou blessant plus de 200 d'entre eux, et à Allah appartiennent la louange et la grâce ».
L'État islamique au Khorassan publie une photographie de l'auteur de l'attentat, masqué, et l'identifie par le nom de guerre d'« Abdul Raouf al-Afghani ».